# Glaphyra malmusii
Glaphyra malmusii är en skalbaggsart som beskrevs av Gianfranco Sama 1995. Glaphyra malmusii ingår i släktet Glaphyra och familjen långhorningar. Inga underarter finns listade i Catalogue of Life.